# ملعب فيلودروم
ستاد فيلودروم هو ملعب نادي مرسيليا الفرنسي لكرة القدم.أجريت فيه بعض مباريات كأس العالم 1998 الذي استضافته فرنسا وفازت به لأول مرة، كما أجريت بعض مباريات كأس العالم 1938 فيه.
يعد الفيلودروم واحدا من أكبر وأهم ملاعب فرنسا بطاقة استيعابية قدرها 60031 متفرج.ومن المقرر أن تزيد طاقته الإستيعابية لتصل إلى ما يفوق 67000 متفرج، حيث سيكون الفيلودروم أحد الملاعب المستضيفة لكأس الأمم الأوروبية لكرة القدم 2016.
يقام في الفيلودروم أيضا مباريات المنتخب الفرنسي للرجبي.الرقم القياسي لعدد الحضور في الملعب كان 58897 وكان ذلك في مباراة أولمبيك مرسيليا ونيوكاسل الإنجليزي في نصف نهائي كأس الاتحاد الأوروبي عام 2004.

## تاريخ الملعب
تم افتتاح الفيلودروم عام 1937.أول مباراة أجريت فيه كانت مباراة ودية بين أولمبيك مرسيليا ونادي تورينو الإيطالي وكان ذلك في 13 يونيو 1937 وانتهت بفوز الفرنسيين بنتيجة 2-1.
أول مباراة رسمية فيه كانت بين أولمبيك مرسيليا ونادي كان الفرنسي في 29 أغسطس 1937.

## كأس العالم 1998
جدد الملعب من أجل استضافة كأس العالم 1998,حيث ازدادت طاقته الإستيعابية من 42000 إلى أن وصلت إلى 60031.
استضاف الملعب العديد من المباريات مثل مباراة فرنسا مع جنوب أفريقيا,واستضاف مباراة الأرجنتين وهولندا في الربع النهائي، ونصف النهائي بين البرازيل وهولندا.

## معرض صور

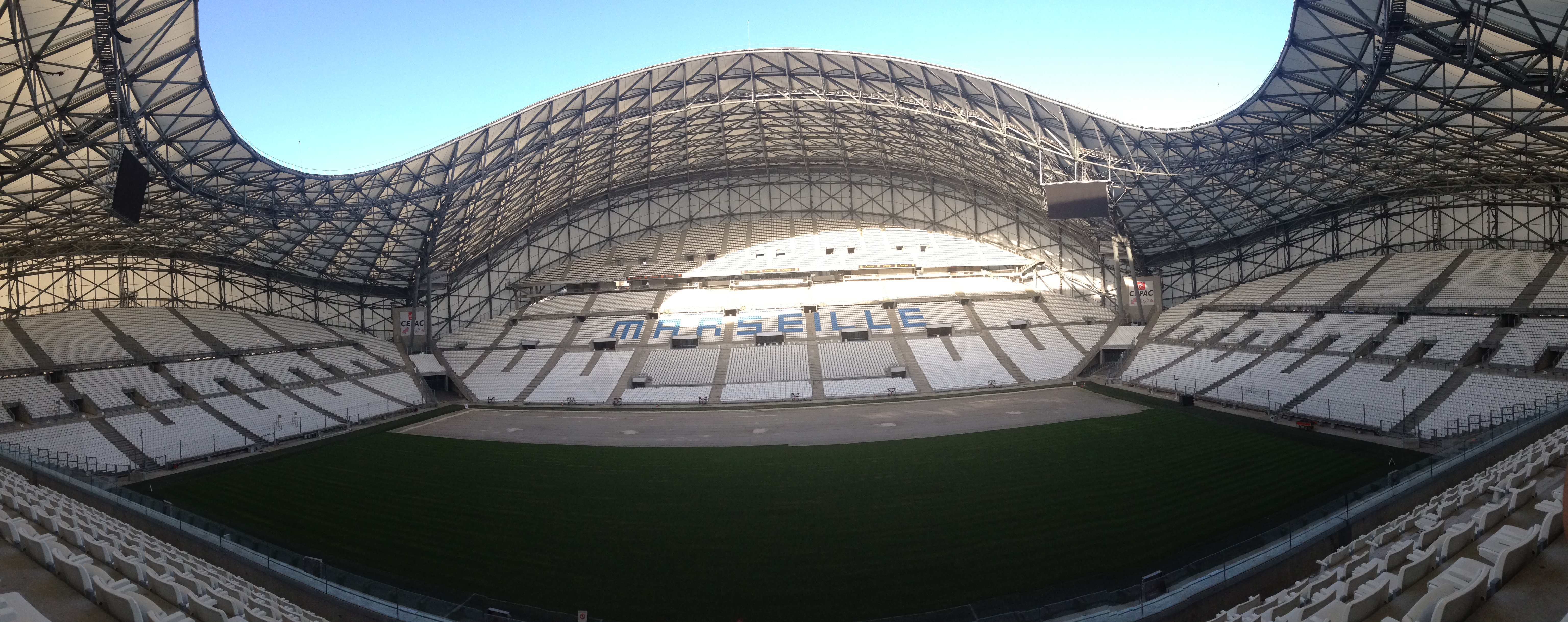
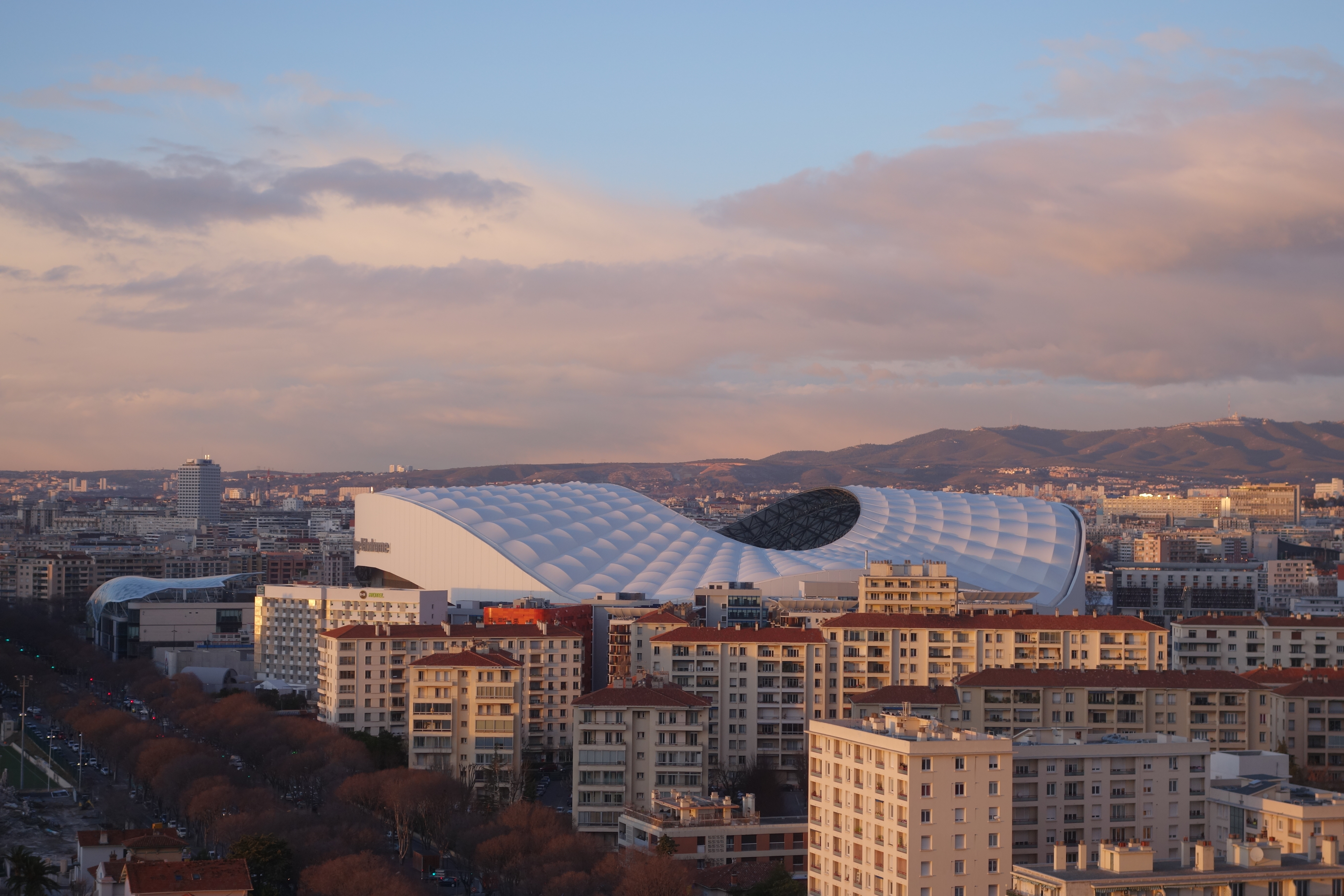
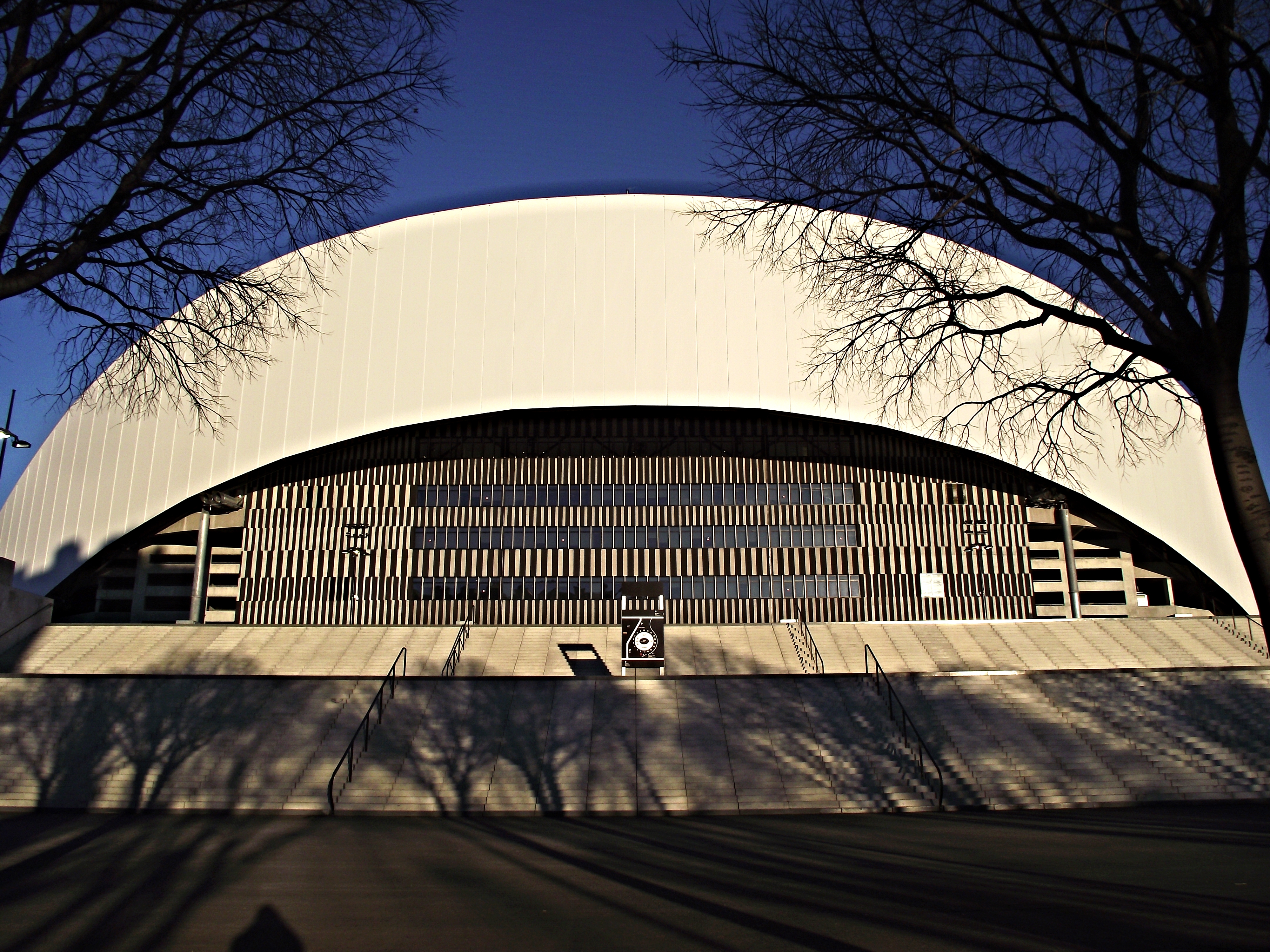

## الحضور
| الموسم  | معدل الحضور |
| ------- | ----------- |
| 2000–01 | 50,755      |
| 2001–02 | 50,030      |
| 2002–03 | 48,233      |
| 2003–04 | 51,785      |
| 2004–05 | 52,996      |
| 2005–06 | 49,731      |
| 2006–07 | 49,005      |
| 2007–08 | 52,601      |
| 2008–09 | 52,276      |
| 2009–10 | 50,045      |
| 2010–11 | 51,081      |
| 2011–12 | 40,445      |

## مباريات كأس العالم 1938
| التاريخ       | الفريق الأول | النتيجة | الفريق الثاني | الجولة      | الحضور |
| ------------- | ------------ | ------- | ------------- | ----------- | ------ |
| 5 يونيو 1938  | إيطاليا      | 2–1     | النرويج       | الدور الأول | 18,000 |
| 16 يونيو 1938 | إيطاليا      | 2–1     | البرازيل      | نصف النهائي | 30,000 |

## مباريات كأس العالم 1998
| التاريخ       | الفريق الأول | النتيجة                  | الفريق الثاني  | الجولة        | الحضور |
| ------------- | ------------ | ------------------------ | -------------- | ------------- | ------ |
| 12 يونيو 1998 | فرنسا        | 3–0                      | جنوب أفريقيا   | المجموعة C    | 55,077 |
| 15 يونيو 1998 | إنجلترا      | 2–0                      | تونس           | المجموعة G    | 54,587 |
| 20 يونيو 1998 | هولندا       | 5–0                      | كوريا الجنوبية | المجموعة E    | 55,000 |
| 23 يونيو 1998 | البرازيل     | 1–2                      | النرويج        | المجموعة A    | 55,000 |
| 27 يونيو 1998 | إيطاليا      | 1–0                      | النرويج        | دور ال16      | 55,000 |
| 4 يوليو 1998  | هولندا       | 2–1                      | الأرجنتين      | الربع النهائي | 55,000 |
| 7 يوليو 1998  | البرازيل     | 1–1 (4–2 ضربات الترجيح ) | هولندا         | النصف النهائي | 54,000 |